# 双扭线

伯努利双扭线，以及其二個焦點

双扭线（lemniscate）是代數幾何中的名詞，是指8字型或是∞型的曲線，lemniscate源自拉丁文"lēmniscātus"，意思是「用緞帶裝飾」，或是指羊毛（緞帶的原料）。

## 歷史和例子

### Booth双扭线

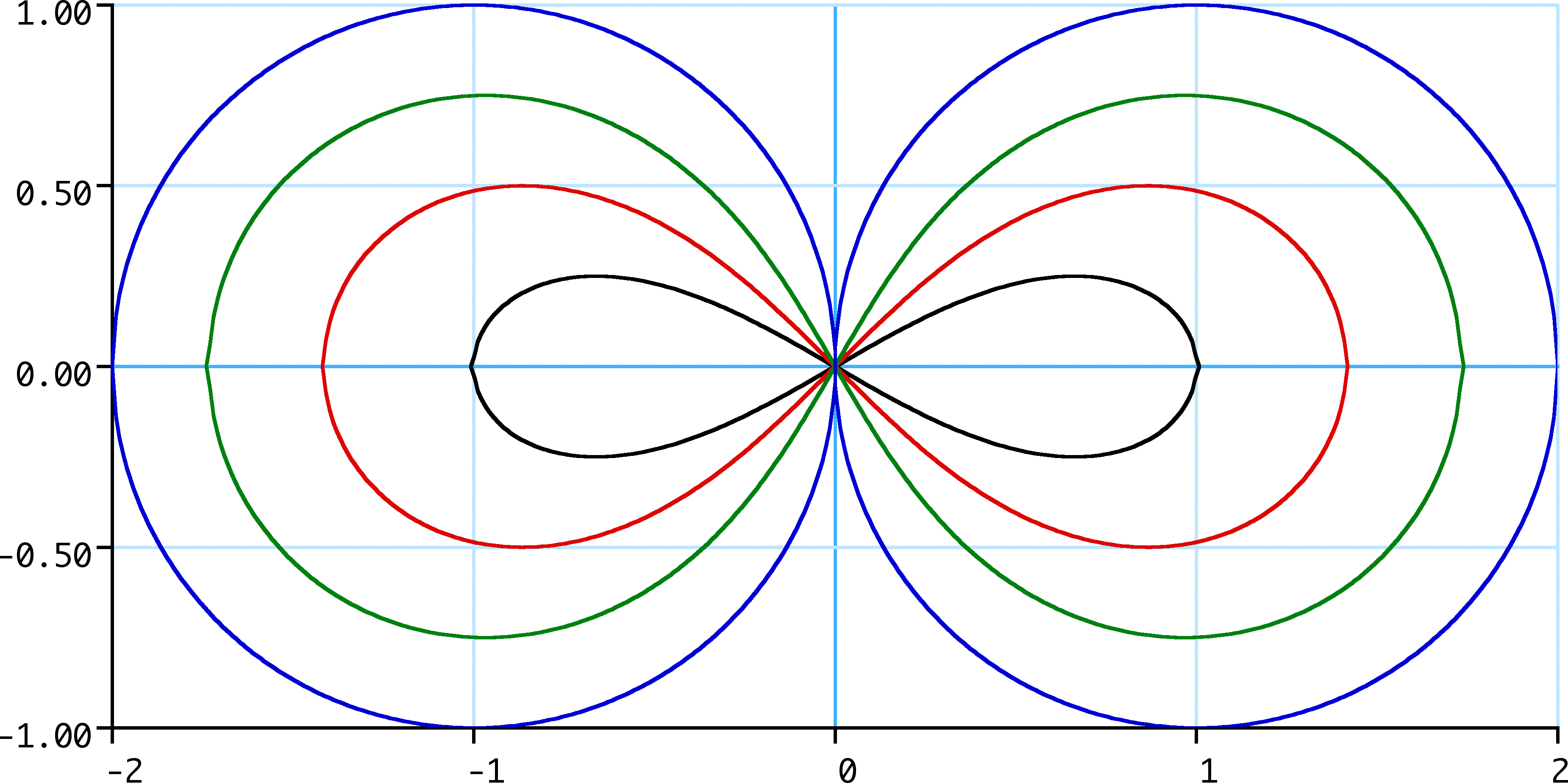
Booth双扭线

Booth双扭线的研究可以追溯到西元五世紀的希臘新柏拉图主义哲學家及數學家普罗克洛，他考慮环面和一個和環面軸心平行的平面相交產生的圖形，他所觀測到的，大部份這類的截面會包括一個或是兩個卵形，不過若平面恰好和環面的內表面相切，其圖形會是一個8字型的圖案，普罗克洛稱為腳銬或是Hippopede。lemniscate這個名字最早是在十七世紀出現，19世紀的數學家James Booth也曾研究此一曲線。
Booth双扭线可以定義為四次多項式{\displaystyle (x^{2}+y^{2})^{2}-cx^{2}-dy^{2}}的零集，其中參數d為負值。若參數d為正值，會得到Booth卵形。

### 伯努利双扭线

伯努利双扭线

乔瓦尼·多梅尼科·卡西尼在1680年研究一系列的曲線，現今稱為卡西尼卵形线，是所有到兩個定點（圖形的焦點）距離乘積為常數的點形成的軌跡。在非常特殊的條件下（兩點距離的一半等於上述常數的平方根），所得的就是双扭线。
約翰·白努利在1694年研究卡西尼卵形线中的双扭线（現今稱為伯努利双扭线，如上圖），他找到這曲線和戈特弗里德·莱布尼茨稍早提出的等時降線的關係。此曲線是多項式{\displaystyle (x^{2}+y^{2})^{2}-2a^{2}(x^{2}-y^{2})}的零集。約翰·伯努利的哥哥雅各布·伯努利也在同一年研究該曲線，並且給了lemniscate的名稱，伯努利双扭线也可以定義為所有由到兩定點距離之乘積為定值（兩定點之間距離平方的四分之一）的點的軌跡。伯努利双扭线是特殊的Booth雙扭線，滿足{\displaystyle d=-c}的條件，且其對應的環面內圓和環面截面的圓大小相同。雙扭線橢圓函數是針對伯努利双扭线，類似橢圓函數的函數，而高斯常數可用來定義雙扭線常數（Lemniscate常數），在計算伯努利双扭线弧長時會用到。

### 赫羅諾雙紐線

赫羅諾雙紐線：x^{4}−x^{2}+y^{2}=0的解集合

赫羅諾雙紐線（lemniscate of Gerono）也稱為8字型線或惠更斯雙紐線（lemniscate of Huygens），是四次方程式{\displaystyle y^{2}-x^{2}(a^{2}-x^{2})=0}的解集合ref>Basset, Alfred Barnard, , , Deighton, Bell: 171–172, 1901  [2017-10-28], （原始内容存档于2016-12-04）.</ref>。Viviani曲線是由圓柱和圓相交所形成的三維曲線，也是8字型的曲線，赫羅諾雙紐線是Viviani曲線在特定平面上的投影。

### 其他
其他有8字型的代數曲線有
- 魔鬼曲線，是由四次方程{\displaystyle y^{2}(y^{2}-a^{2})=x^{2}(x^{2}-b^{2})}所定義的曲線，曲線中有一部份為8字型[8]。
- 瓦特曲線是由機械連桿形成的8字型曲線，瓦特曲線是六次方程{\displaystyle (x^{2}+y^{2})(x^{2}+y^{2}-d^{2})^{2}+4a^{2}y^{2}(x^{2}+y^{2}-b^{2})=0}的解集合，伯努利双扭线是瓦特曲線中的一個特例。

## 外部連結
- Hazewinkel, Michiel (编), , , Springer, 2001, ISBN 978-1-55608-010-4